# Барон Астор Хиверский

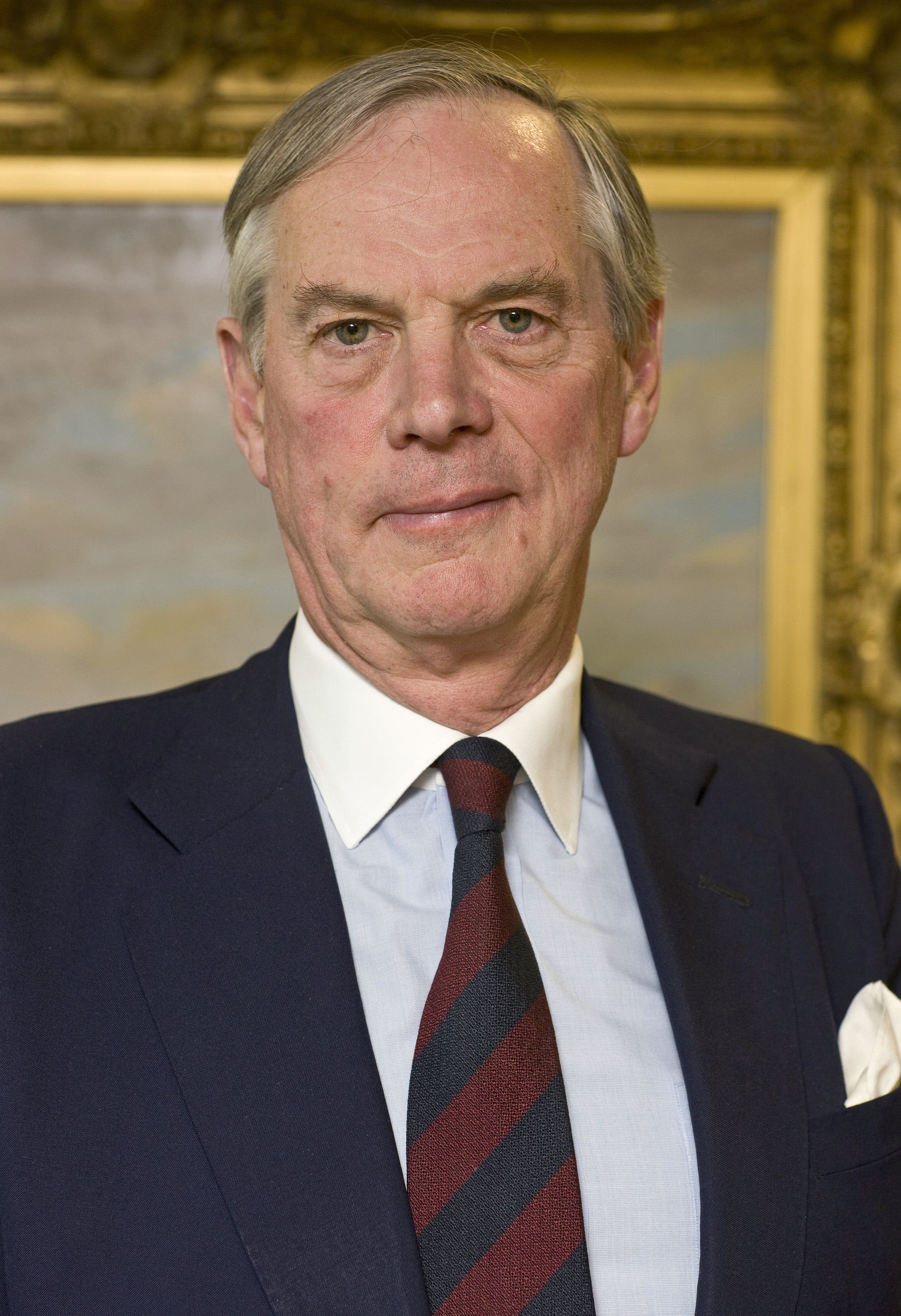
Джон Джейкоб Астор, 3-й барон Астор Хиверский

Барон Астор Хиверский (англ. Baron Astor of Hever) из замка Хивер в графстве Кент — наследственный титул в системе пэрства Соединённого королевства.

## История
Титул барона Астора Хиверского был создан 21 января 1956 года для известного газетного магната и консервативного политика, достопочтенного Джона Джейкоба Астора (1886—1971). Он был третьим сыном Уильяма Уолдорфа Астора, 1-го виконта Астора (1848—1919). Ранее Джон Джейкоб Астор заседал в Палате общин от Дувра (1922—1945). Лорду Астору наследовал его старший сын, Гэвин Астор, 2-й барон Астор Хиверский (1918—1984). Он служил в качестве лорда-лейтенанта Кента (1972—1982).
По состоянию на 2024 год носителем титула являлся старший сын последнего, Джон Джейкоб Астор, 3-й барон Астор Хиверский (род. 1946), который сменил своего отца в 1984 году. Лорд Астор Хиверский является одним из девяноста избранных наследственных пэров, которые остались в Палате лордов после принятия Акта Палаты лордов 1999 года, сидит на скамейке консерваторов. Он занимал должности заместителя министра обороны Великобритании (2010) и лорда-в-ожидании (2010—2011).
Достопочтенный Джон Астор (1923—1987), третий сын 1-го барона Астора Хиверского, был консервативным политиком. Он заседал в Палате общин от Ньюбери (1964—1974).

## Бароны Астор Хиверские (1956)
- 1956—1971: Подполковник Джон Джейкоб Астор, 1-й барон Астор Хиверский (20 мая 1886 — 19 июля 1971), третий сны Уильяма Уолдорфа Астора, 1-го виконта Астора (1848—1919)[1];
- 1971—1984: Гэвин Астор, 2-й барон Астор Хиверский (1 июня 1918 — 28 июня 1984), старший сын предыдущего[2];
- 1984 — настоящее время: Джон Джейкоб Астор, 3-й барон Астор Хиверский (род. 16 июня 1946), старший сын предыдущего[3];
  - Наследник титула: достопочтенный Чарльз Гэвин Джон Астор (род. 10 ноября 1990), единственный сын предыдущего[4].